# Пожежена (комуна)
Пожежена (рум. Pojejena) — комуна у повіті Караш-Северін в Румунії. До складу комуни входять такі села (дані про населення за 2002 рік):
- Белобрешка (656 осіб)
- Дівіч (342 особи)
- Пожежена (1260 осіб)
- Радімна (560 осіб)
- Шушка (482 особи)

Комуна розташована на відстані 359 км на захід від Бухареста, 63 км на південний захід від Решиці, 113 км на південь від Тімішоари.

## Населення
За даними перепису населення 2002 року у комуні проживали 3300 осіб.
Національний склад населення комуни:
| Національність | Кількість осіб | Відсоток |
| -------------- | -------------- | -------- |
| серби          | 1719           | 52,1%    |
| румуни         | 1515           | 45,9%    |
| цигани         | 38             | 1,2%     |
| угорці         | 15             | 0,5%     |
| чехи           | 6              | 0,2%     |
| німці          | 5              | 0,2%     |
| українці       | 1              | < 0,1%   |
| хорвати        | 1              | < 0,1%   |

Рідною мовою назвали:
| Мова       | Кількість осіб | Відсоток |
| ---------- | -------------- | -------- |
| сербська   | 1718           | 52,1%    |
| румунська  | 1517           | 46,0%    |
| циганська  | 39             | 1,2%     |
| угорська   | 13             | 0,4%     |
| німецька   | 5              | 0,2%     |
| чеська     | 5              | 0,2%     |
| українська | 2              | 0,1%     |
| хорватська | 1              | < 0,1%   |

Склад населення комуни за віросповіданням:
| Релігія                                       | Кількість осіб | Відсоток |
| --------------------------------------------- | -------------- | -------- |
| православні                                   | 2780           | 84,2%    |
| баптисти                                      | 487            | 14,8%    |
| римо-католики                                 | 16             | 0,5%     |
| греко-католики                                | 5              | 0,2%     |
| п'ятдесятники                                 | 2              | 0,1%     |
| лютерани (Синодально-пресвітеріанська церква) | 2              | 0,1%     |
| реформати                                     | 1              | < 0,1%   |
| унітарії                                      | 1              | < 0,1%   |